# Steingasse 117 (Bennungen)

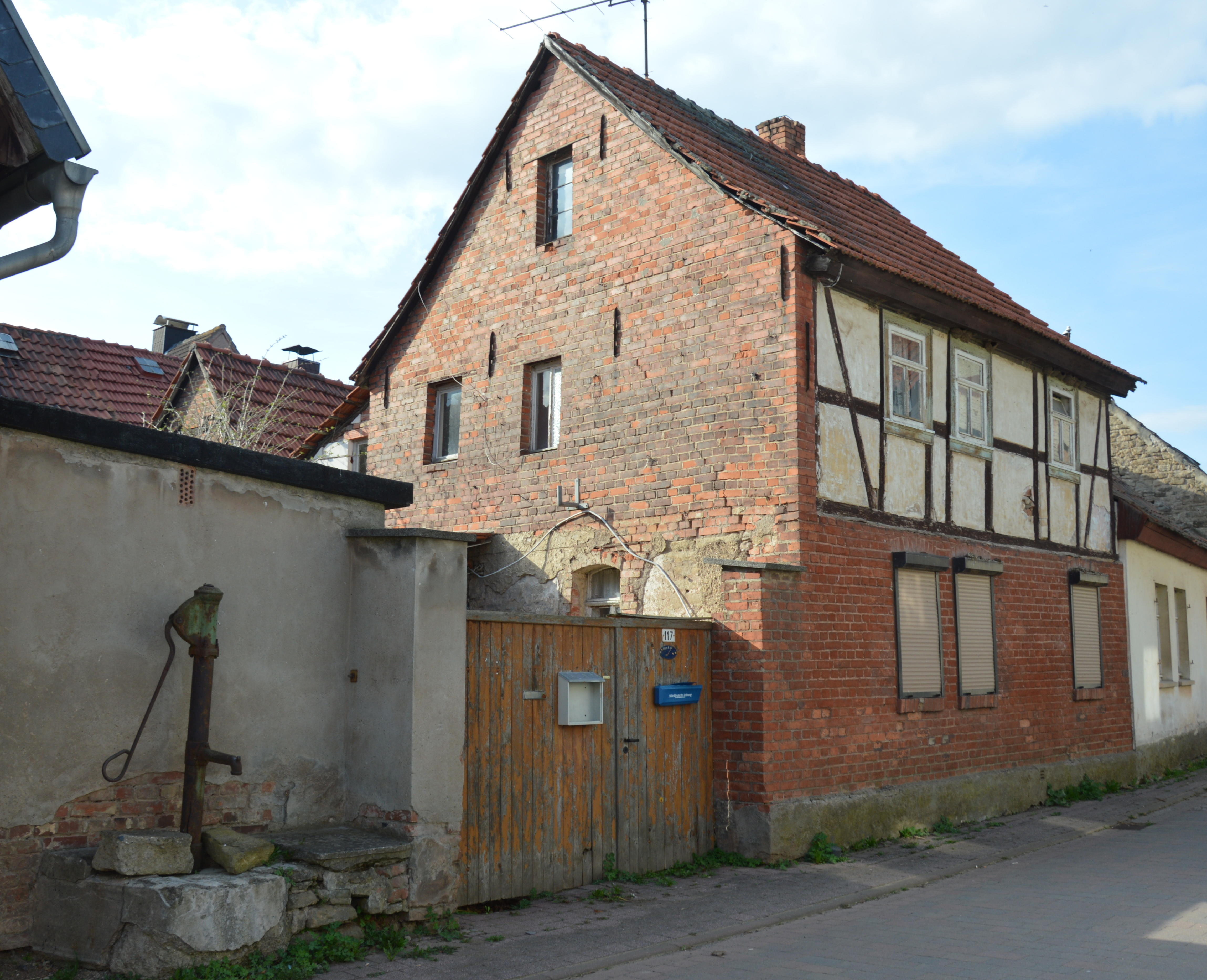
Haus Steingasse 11

Das Haus Steingasse 117 ist ein denkmalgeschütztes Wohnhaus in Bennungen in der Gemeinde Südharz in Sachsen-Anhalt.

## Lage
Es befindet sich im südlichen Teil des Dorfes, auf der Westseite der Steingasse.

## Architektur und Geschichte
Das traufständige zweigeschossige Wohnhaus stammt aus der ersten Hälfte des 19. Jahrhunderts und wurde aus Bruchsteinen und in Fachwerkbauweise errichtet. Die Wände des Gebäudes sind zum Teil mit Klinkern verkleidet. 
Im örtlichen Denkmalverzeichnis ist das Wohnhaus seit dem 24. August 1995 unter der Erfassungsnummer 094 83397 als Baudenkmal verzeichnet. Das Gebäude gilt als kulturell-künstlerisch sowie städtebaulich bedeutsam und wird als typisches Haus eines Kleinbauern oder Handwerkers betrachtet.